# Thugz Mansion
«Thugz Mansion» — дебютний сингл американського репера Тупака Шакура з його посмертної платівки Better Dayz. Був номінантом Source Awards у категорії «Сингл року (сольного виконавця)». «Thugz Mansion (N.Y.)» зі зміненим порядком куплетів потрапила до шостого студійного альбому Nas God's Son (2002).
У пісні висловлено бажання Тупака знайти після смерті душевний спокій і щастя у місці, де не буде болю й проблем. Згадано імена постатей афроамериканської історії: Марвіна Ґея, Біллі Голідея, Джекі Вілсона, Сема Кука, Малкольма Ікса, Майлза Девіса й резонансні події (вбивство Латаші Гарлінс). На думку репера, всі вони потрапили до раю.

## Відеокліп
Пісня є єдиним треком з платівки, на який зняли кліп. Відео номінували на 2003 MTV Video Music Awards у категорії «Найкраще реп-відео».

## Список пісень
CD
1. «Thugz Mansion (7" Remix)" (Explicit)
2. «Thugz Mansion (Nas Acoustic)» (Explicit)
3. «Fuck Em All» (Explicit)
4. «Thugz Mansion» (CD-ROM video)

12"
- Сторона А

1. «Thugz Mansion» (radio version) — 3:59
2. «Thugz Mansion» (album version) — 4:08
3. «Thugz Mansion» (instrumental) — 4:08

- Сторона Б

1. «Thugz Mansion (Nas acoustic)» (radio version) — 3:57
2. «Thugz Mansion (Nas acoustic)» (album version) — 4:13
3. «Thugz Mansion (Nas acoustic)» (instrumental) — 4:13

## Чартові позиції
| Чарт (2002–2003)                          | Найвища позиція |
| ----------------------------------------- | --------------- |
| Австралія (ARIA)                          | 26              |
| Бельгія (Ultratop Flanders)               | 7               |
| Бельгія (Ultratop Wallonia)               | 18              |
| Велика Британія (Official Charts Company) | 24              |
| Нідерланди (Mega Single Top 100)          | 73              |
| Німеччина (Media Control AG)              | 74              |
| Нова Зеландія (RIANZ)                     | 10              |
| США (Billboard Hot 100)                   | 19              |
| США (Hot R&B/Hip-Hop Songs) (Billboard)   | 10              |
| США (Rap Songs) (Billboard)               | 4               |